# Fen Baldwin
Fenmore "Fen" Michael Baldwin est un personnage du feuilleton télévisé Les Feux de l'amour. Il est interprété par Zach Tinker depuis le 3 décembre 2018 aux États-Unis.

## Interprètes
- Amiel et Avital Weiss : 2006-2007
- Riley et Matthew Esham : 2007-2008
- Aidan et Andrew Gonzales : 2008
- Robbie Tucker : 2009 à 2012
- Max Ehrich : 2012 à 2015
- Zach Tinker : 2018 à 2020, 2023

## Histoire

### L'enfance de Fen
- Fils de Michael Baldwin et de Lauren Fenmore, il est né prématurément le 13 octobre 2006 et resté en couveuse à l'hôpital pendant un court délai.
- Fen est, peu de temps après sa naissance, enlevé par Sheila Carter qui avait fait de la chirurgie esthétique pour ressembler à Phyllis Summers avec Phyllis et Summer, la fille de Phyllis et de Nicholas. Tous ont été sauvés quand Lauren a retrouvé Sheila et lui a tiré dessus.
- En 2010, sa mère se fait enlever par la sœur de Sheila, Sarah, et ses enfants, Ryder et Daisy. Comme Sheila, elle a fait de la chirurgie esthétique mais pour avoir le visage de Lauren donc pendant plusieurs semaines, elle prend sa place dans le but de détruire tout ce qu'elle a. Cependant, Michael et Fen se rendent compte que quelque chose ne tourne pas rond chez "Lauren" par rapport à son comportement. Finalement, la vraie Lauren sera retrouvée et elle tuera Sarah comme elle a tué Sheila quelques années auparavant. Daisy et Ryder s'échappent mais Daisy revient à Halloween, enceinte de Danny, le fils aîné de Phyllis. En janvier 2011, Daisy accouche d'une petite fille qu'elle abandonne pour partir en cavale et ne pas aller en prison. Elle revient quand elle apprend que William & Victoria Abbott ont adopté sa fille, qu'ils ont prénommé Lucy, illégalement. Phyllis promet à Daisy qu'elle retrouvera son enfant une fois qu'elle aura payé pour ses crimes en prison. Mais les mois passent et Phyllis délaisse Daisy en prison. En février 2012, elle sort de prison grâce à Avery Clark, la sœur avocate de Phyllis, et obtient la garde de Lucy. Lauren ne tarde pas à découvrir que Daisy vit dans le même immeuble qu'elle, achète une arme, décidée à ne plus être sa victime, et envoie Fen à Toronto chez son fils Scotty pour le protéger.

### L'adolescence de Fen
- En juin 2012, Michael devient le nouveau procureur général de Genoa. Lauren lui fait alors la surprise de faire revenir Fen, adolescent, chez eux le 11 juin.
- En 2013, Fenmore est arrêté pour le meurtre de Carmine mais il sort en février 2014 après avoir découvert qu'il était encore vivant.